# NGC 1825
NGC 1825 (również ESO 56-SC53) – gromada otwarta, znajdująca się w gwiazdozbiorze Złotej Ryby. Należy do Wielkiego Obłoku Magellana. Odkrył ją w 1834 roku John Herschel.